# Early Times
『Early Times』（アーリー・タイムズ）は、LOVE PSYCHEDELICOのベスト・アルバム。2005年2月9日発売。発売元はビクターエンタテインメント。正式タイトルを含めた場合『Early Times The Best of LOVE PSYCHEDELICO』であるが、ここでは公式ページなどに倣い『Early Times』のみの表記とした。

## 解説
メジャーデビューから5周年となった2005年に発売されたLOVE PSYCHEDELICO最初のベスト・アルバム。当初、ベスト・アルバムのような編集盤的な作品を、あまり好まない姿勢を示していたLOVE PSYCHEDELICOから『公式の』ベスト・アルバムであった。
全ての楽曲を「LOVE&PEACE」をテーマにメンバー自身の手で選曲しており、さらにはこのアルバムの先行シングルとして発売された「fantastic　world」に愛・地球博公式FM局として限定開局していた「FM LOVEARTH」のテーマソング「Everyone, everyone」、そしてこれまでどこにも発表されなかった完全なる新曲の「Rosy」の2つの新作をも収録した豪華な選曲となっている。「Everyone, everyone」は後にオリジナルアルバムに収録されることになる。
プロモーションもかつてない規模で行われ、発売前にはJFN各系列局でスペシャル番組『Early Times』が放送されメンバー自身がこのアルバムに対する意気込みと制作秘話などを語った。その中でファーストに『THE GREATEST HITS』という名前をつけてしまったことで、本作のタイトルをどうすればいいのか悩んでしまったなどということも語られていた。結果的に「現在の自分たちはまだ初期のうちである」と言った趣旨で付けられたタイトルと言うことである。
初回限定盤のジャケットには「YOUR OWN NUMBER」として、No.000,001〜No.333,333までの数字が刻印されていた。これはビートルズのアルバム『ザ・ビートルズ』（通称ホワイト・アルバム）の初版プレスレコードに倣い、リスナー自身が持つ世界に一つだけのアルバムとして欲しいという意図がある。ちなみに広報資料などの多くではこのタイプの場合「No.050,209」の写真が使用されている。現在は完売しており通常盤には同様の部分に「Limited」の文字が書かれている。また、この数字は豪華賞品が33名様に当たる宝くじ企画の懸賞当選番号を兼ねており、同年3月31日に公式サイトにて当選番号が発表された。賞品にはサイン入りギターなどがあった。
なお本作は「LOVE&PEACE」をテーマとしているために、収録漏れとなった楽曲もかなりあると見られる。例えばシングルA面曲は全て収録されているわけではなく「I will be with you」「裸の王様」「I am waiting for you」が未収録となり、「Wasting」「Merry Xmas」といったアルバム未収録曲も収録されておらず、ほぼ発売と同時期にオン・エアされていた江崎グリコ・ウォータリングキスミントガムのCMソング「Brown-eyed Joe」も収録されなかった。

## 収録曲
1. Your Song
2枚目のシングル。
2. Free World
4枚目のシングル曲。歌詞カードには他の楽曲と違う形で詞が掲載されている。
3. Everybody needs somebody
アスミック・エース / 松竹配給映画『ホテル ビーナス』テーマソング。当時の最新作『LOVE PSYCHEDELICO III』からの選曲。LOVE PSYCHEDELICOにとっては初の映画主題歌である。
4. fantastic world
当時の最新シングルでNTTドコモ FOMA P901iのCMソングとしてもOAされていた9枚目のシングル。
5. LADY MADONNA〜憂鬱なるスパイダー〜
2000年に発表されたLOVE PSYCHEDELICOのデビューシングル。
6. "O"
2枚目のアルバム『LOVE PSYCHEDELIC ORCHESTRA』からの選曲。元々シングル「Free World」のB面として発表されていた楽曲であるが、後に発売される「Aha! (All We Want)」の特典PCピンボールゲームソフトには「Psychedelic"O"」という名前が付けられている。
7. Life goes on
「LOVE PSYCHEDELIC ORCHESTRA」からの選曲。
8. My last fight
関西テレビ系ドラマ『ハコイリムスメ!』テーマソング。自身初のドラマ主題歌となった8枚目のシングル。
9. Standing bird
『LOVE PSYCHEDELIC ORCHESTRA』からの選曲。アルバムの1曲目を飾っていた楽曲である。
10. Silver dust lane
『LOVE PSYCHEDELICO III』からの選曲。グリコ・ウォーターキスミントガムCMソングとして、「Brown-eyed Joe」に替わるまで使用されていた。
11. Last Smile
自身の出世作となった3枚目のシングル。ここに収録されているものはシングルバージョンではなく、『THE GREATEST HITS』に収録されているロングバージョン。
12. Green
『LOVE PSYCHEDELIC ORCHESTRA』からの選曲。1分ほどのギターによるインストゥルメンタルで曲間のつなぎの役割を果たしている。
13. neverland
『LOVE PSYCHEDELICO III』からの選曲。映画『ホテルビーナス』でも挿入歌として使用されていた。
14. A DAY FOR YOU
ファーストアルバム『THE GREATEST HITS』のラストを飾った楽曲。このアルバムでも『Early Times』の本編を終了するような形の位置に収録され、この楽曲の後にはボーナストラック的に未発表曲が並ぶ構成となっている。
15. Everyone, everyone
前述の通り、FM LOVEARTHの公式テーマソングとして書き下ろされた楽曲。後にシングル「Right now」、オリジナルアルバム『GOLDEN GRAPEFRUIT』にも収録される。みんながもっている愛を感じてもらえるような楽曲というコンセプトで製作され、地球博会場でも歌いたいとしており、実際にグランドフィナーレなどで歌唱されている。
16. Rosy
本作で初公開となった完全なる新曲。現在においてもこの楽曲が収録されているのは本作のみである。

## 演奏
- LOVE PSYCHEDELICO
  - Horn & Strings Arrangement (#3.13)
  - Horn Arrangement (#2)
- 堀江博久：Organ, Keyboards (#4.8.10.13.15.16)
- 清水俊也：Organ, Keyboards (#2.6.7.11.13)
- 山田ノブマサ：Drums, Percussion (#2.3.4.7.8.9.10.12.13.15.16)
- Rio de aguas Calientes：Conga, Djembe, Guiro (#3.10.15)
- 下神竜哉：Trumpet (#3)
- 竹野昌邦：Sax (#3)
- 弦一徹ストリングス：Strings (#13)
- 安部潤：Horn & Strings Arrangement (#3.13)
- 田中邦和
  - Horn Arrangement (#2)
  - Baritone Sax (#2)
- 有坂美香、佐藤寛子、開発千恵、日向文、増村エミコ：Choir (#15)